# Лазаренко, Андрей Сазонтович
Андре́й Сазо́нтович Лазаре́нко (1901—1979) — советский ботаник, доктор биологических наук (1941), член-корреспондент Академии наук Украинской ССР.

## Биография
Родился 27 ноября 1901 года в Киеве в мещанской семье. Сначала учился в церковно-приходской школе, далее — в Киевском высшем среднем училище, которое окончил в 1916 году.
В 1918 году участвовал в бою под Крутами, впоследствии воевал в армии УНР
Поступил в биологическое отделение Киевского института народного образования, где специализировался в области ботаники. В то же время с ним в Институте учились П. Ф. Оксиюк, А. М. Окснер, Ю. Д. Клеопов: все они вошли в когорту выдающихся украинских ботаников. В 1924 году окончил Киевский институт народного образования. В 1922—1932 — научный сотрудник Ботанического кабинета ВУАН. С 1922 года связан с Ботаническим музеем и Гербарием Академии наук УССР, работал под руководством Александр Васильевича Фомина. C 1925—1928 годах учился в аспирантуре по специальности «биология» также под руководством профессора А. В. Фомина.
Начиная с 1925 года активно публиковал научные статьи по бриологии, в 1926 году опубликовал описание нового вида Desmatodon ucrainicus Laz. Исследовал способность мхов к гибридизации, эколого-географические и биологические особенности отдельных таксонов.
В 1931 году Ботанический кабинет и Гербарий АН были реорганизованы в Институт ботаники АН УССР. С 1931 года работал в Институте ботаники, одним из основателей которого он стал. В 1936 году ему была присвоена степень кандидата биологических наук по совокупности трудов без защиты диссертации. В 1932—1945 — старший научный сотрудник, 1945—1950 — заведующий отделом Института ботаники АН УССР. 1945—1947 — заведующий кафедрой Львовского политехнического института, Львовского сельскохозяйственного института и Львовского государственного университета им. И. Франко, а также директор ботанического сада Львовского университета.
В 1936 году напечатал определитель листостебельных мхов Украины, защитил его в качестве диссертации кандидата наук. Активно путешествовал по Дальнему Востоку, Средней Азии и Кавказу, изучая местную флору мхов, подготовил «Краткий определитель лиственных мхов Дальнего Востока» (1936). В 1941 году защитил диссертацию доктора биологических наук по теме «Основные моменты развития бриофлоры советского Дальнего Востока».
С 1941 по 1943 год — в Институте ботаники Казахского филиала АН СССР в Алма-Ате, с 1945 года — на кафедре систематики низших растений Львовского университета, затем — директор отдела географии споровых растений Института ботаники АН УССР, директор Института агробиологии.
В 1951 году напечатал «Определитель лиственных мхов БССР», после чего начал проводить кариологические исследования мхов, обобщённые в «Атласе хромосом лиственных мхов СССР», завершённом в 1971 году.
В 1950—1951 и 1955—1963 — заведующий отделом ботаники Львовского научно-естественного музея АН УССР. В 1951—1953 — директор, 1953—1955 — заведующий отделом Института агробиологии АН УССР. Совместно с А. В. Фоминым, Д. К. Зеровым, А. М. Окснером, Н. М. Подопличко и другими начал изучать растительность Украины, заложил основы гербариев сосудистых растений, мхов, лишайников, грибов, а также начал сбор материалов для Ботанического музея.
В 1955 году подписал «Письмо трёхсот», ставшее впоследствии причиной отставки Т. Д. Лысенко с поста президента ВАСХНИЛ.
Скончался 13 октября 1979 года во Львове, похоронен на участке № 14 Лычаковского кладбища.

## Некоторые научные работы
Научное наследие учёного включает более 100 научных трудов, в том числе 5 монографий, посвященных систематизации флоры и географии мхов, морфологии мохообразных Украины, Беларуси, Кавказа, Дальнего Востока и Средней Азии.
- Лазаренко А. С. Визначник листяних мохів УРСР. — Київ, 1936. — 298 с.
- Лазаренко А. С. Краткий определитель лиственных мхов Дальнего Востока. — Владивосток, 1936. — 160 с.
- Лазаренко А. С. Определитель лиственных мхов БССР. — Минск, 1951. — 398 с.
- Лазаренко А. С. Определитель лиственных мхов Украины. — Киев, 1955. — 466 с.
- Лазаренко А. С., Высоцкая Е. И., Лесняк Е. М. Атлас хромосом лиственных мхов СССР. — Киев, 1971. — 143 с.

## Род и некоторые виды, названные именем А. С. Лазаренко
- Lazarenkia M.F.Boiko, 2011
- Aspicilia lazarenkoi Oxner, 1929
- Staurothele lazarenkoi Oxner, 1939
- Tortula lazarenkoi L.I.Savicz, 1965

## Память
В 2001 году к 100-летию со дня рождения Андрея Созонтовича Лазаренко опубликована книга: "А. С. Лазаренко. Структура вида и механизмы видообразования мхов: Избранные труды / НАН Украины, Институт экологии Карпат / М. А. Голубец (отв. ред.) — Львов: Лига-Пресс, 2001. — 231 с., в которой приведены жизненный и творческий путь Андрея Созонтовича, воспоминания его учеников и последователей: академика НАН Украины М. А. Голубца, докторов биологических наук, профессоров А. Т. Демкива , К. А. Малиновского, С. М. Стойко, Евгении Лесняк. Ответственный редактор Предисловие к этой книге завершает следующими словами: «Пусть её выход в свет будет признаком признательности учителю и скромным букетом сердечного уважения в день его 100-летия со дня рождения».
В честь A. C. Лазаренко названо несколько растений, в частности шиповник Лазаренко (Rosa lasarenkoi Chrshan.), род мхов лазаренкия Козлова (Lazarenkia kozlovii (Lazar.) Boiko).

### Рекомендуемые источники
- Барна М. М., Барна Л. С. Видатні вчені-ботаніки: навчальний посібник. — Тернопіль: ТзОВ «Терно-граф», 2013. — 192 с.: іл.
- Лазаренко Андрій Созонтович Архивировано 29 декабря 2017 года..
- Голубець М. А., Демків О. Т., Ріпецький Р. Т. та ін. Пам’яті Андрія Созонтовича Лазаренка // Укр. бот. журн. 1980. Т.37, № 2.;
- Демків О. Т., Малиновський К. А., Улична К. О. та ін. Андрій Созонтович Лазаренко (до 100-річчя від дня народження) // Укр. бот. журн. 2001. Т.58, № 6.